# Ceratostylis ciliolata
Ceratostylis ciliolata är en orkidéart som beskrevs av Johannes Jacobus Smith. Ceratostylis ciliolata ingår i släktet Ceratostylis och familjen orkidéer. Inga underarter finns listade i Catalogue of Life.